# Adelphomyia ferocia
Adelphomyia ferocia är en tvåvingeart som först beskrevs av Alexander 1935.  Adelphomyia ferocia ingår i släktet Adelphomyia och familjen småharkrankar.
Artens utbredningsområde är Taiwan. Inga underarter finns listade i Catalogue of Life.